# Lista över celler, dueller och äventyr på Fort Boyard

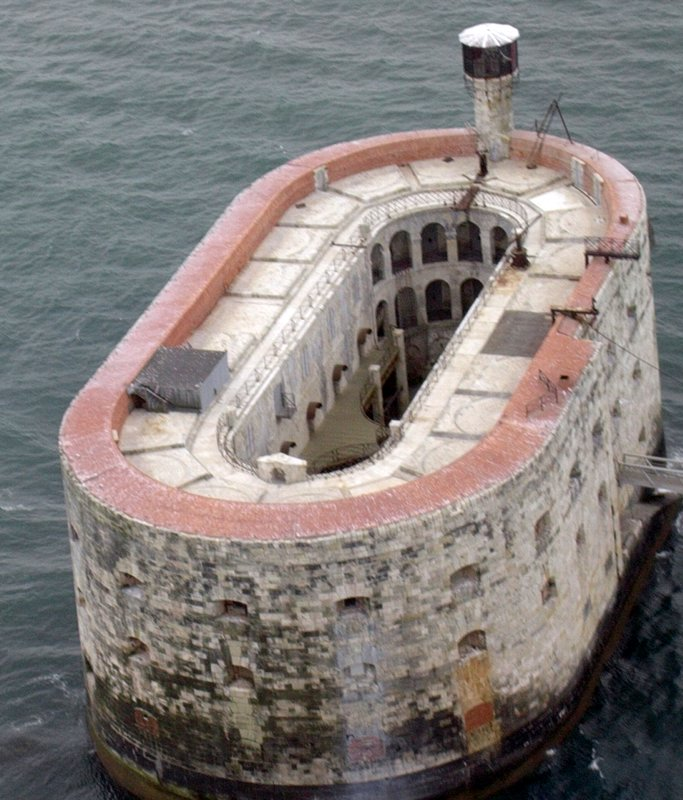
Fort Boyard

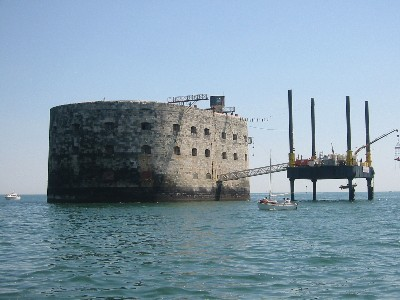
Fort Boyard, anordningen till höger i bild används för TV-teamen.

Denna lista redovisar vilka celler, duellceller och äventyr som använts på Fort Boyard sedan TV-starten år 1990. Listan redovisar dock bara under vilka år som fransk TV använt cellerna. Eftersom det är fransk TV som ursprungligen sände programmet har länder som velat göra egna varianter använt sig av de celler som fransk TV bygger upp varje år.

## Fortets uppbyggnad[1]
I TV-versionen består fortet av sammanlagt fem våningsplan (från toppen till botten):
- Terrassen (Terasse)
  - På toppen av fortet står utkikstornet, som används som gåtmannens tillhåll. På terrassen utspelar sig större delen av äventyren.
- Våning 2 (2ème étage)
  - Här finns ett flertal celler, men även en del äventyr utspelar sig här. Här finns även fortets s.k. innersta rum, där deltagarna kan vinna tid i skattkammaren. Cellerna på denna våning har cellnummer 201-224.
- Våning 1 (1er étage)
  - Precis som våning 2 finns ett flertal celler och äventyr på denna våning. Cellerna har cellnummer 101-124.
- Bottenvåningen (Rez-de-chaussé)
  - Större delen av våningen upptas av skattkammaren, men det finns plats för ett antal olika äventyr. All utrustning som används på fortet förvaras på denna våning. Inspelningarna i kontrollrummen sker även härifrån.
- Källaren
  - I vissa franska versioner har fängelset varit allra längst nere i fortet, men även andra tunnlar och vattenfyllda labyrinter finns allra längst nere i fortet.

## Celler
Sedan starten år 1990 har det byggts upp sammanlagt 167 olika celler. Listan nedan med årtal redovisar dock bara vilka år som fransk TV använt cellerna.
| Cellnamn             | Cell#     | År        | Översättning         | Uppgift i cellen |
| -------------------- | --------- | --------- | -------------------- | --- |
| "Aiguilleur"         | 114       | 1998–2002 | Växelman (Switchman) | Deltagaren skulle föra en boll längs en bana som har öppna hål längs banan. För att bollen inte skulle trilla av banan, skulle deltagaren svänga en plattform som låste banan. |
| "Aimant"/ "Ventouse" | 106       | 1996–2010 | Inbrottstjuven       | En deltagare gjorde inbrott i cellen och skulle, med hjälp av olika hjälpmedel, ta sig från dörren till andra sidan rummet och hämta nyckeln, utan att nudda golvet. Så fort golvet nuddades gick larmet och deltagaren blev instängd i cellen. Cellen bytte år 2010 namn till "Aimant" för att man bytte redskap till att öppna den lucka där nyckeln sitter. I stället för att använda sig av en tryckplatta användes en magnet. |
| "Alchimiste"         | 206       | 1990–1995 | Alkemisten           | Två deltagare tävlade i cellen, där den ena skulle sköta en pump och den andra en slang. Pumpen skulle vevas igång så att vattnet däri skulle pumpas ut i slangen. Därefter skulle vattnet sprutas in i ett hål och vattenfylla ett rör som nyckeln fanns i. Ju mer vatten som pumpades i, desto högre flöt nyckeln upp. |
| "Antre filet"        | 102       | 1992–1998 | ?                    | En deltagare klättrade in i ett nät och skulle därefter ta sig in i ytterligare två mindre nät, för att hämta nyckeln som fanns längst inne i banan. |
| "Arbre à clés"       | 108       | 1990–1991 | Nyckelträdet         | En deltagare fick klättra upp i en trädliknande ställning och leta igenom stora krukor som hängde i trädet. Nyckeln låg i en av krukorna. |
| "Asile"              | 113       | 2001–2006 | ?                    | En deltagare skulle gå in i cellen och föra ett föremål på en vägg framåt. Därefter skulle deltagaren ta sig igenom en vägg som kunde byta plats (om man tryckte till ordentligt) och göra samma sak på andra sidan väggen. Därefter skulle deltagaren tillbaka igen och upprepa proceduren till dess nyckeln var fri. |
| "Assiette"           | 209       | 1995–1996 | ?                    | En deltagare skulle ställa sig på en vippande cirkelformad träplattform och försöka hålla balansen, samtidigt som deltagaren skruvade loss nyckeln som hängde ovanför plattformen i taket. Även om denna cell inte används längre, har plattformen synts i bild utanför den cell som den användes i även år efteråt. |
| "Baguettes"          | 220       | 2000–2010 | Stavarna             | Två deltagare samarbetade i cellen. De skulle föra två krukor, en åt gången, med hjälp av varsin stav från ena änden till den andra änden av rummet, och stoppa krukorna i varsin korg. Först då frigjordes nyckeln. |
| "Balançoire"         | 214       | 1990–1992 | Gungbrädan           | En deltagare satte sig på en gunga och skulle få upp fart för att nå taket, där nyckeln satt. |
| "Balles de côton"    | 119       | 2003–2010 | Bomullsbollarna      | En deltagare gick in i cellen och skulle gräva sig ned i en stor säck efter höbalar med destinationer på. Först skulle deltagaren hitta den första destinationen, vilket låg längst ned i korgen. Därefter skulle deltagaren följa destinationsbanan till slutmålet, där nyckeln satt. De första åren som cellen användes låstes dörren bakom deltagaren och kunde endast öppnas om deltagaren hittat nyckeln.                     |
| "Ballons"            | Terrassen | 1990–1991 | Ballonger            | En deltagare blev inlåst i en bur på terrassen och skulle skjuta ned ett antal ballonger, i en av ballongerna låg nyckeln. |
| "Baril de poudre"    | 207       | 1992–1995 | Kruttunnan           | Liknade Assiette, men skillnaden var att deltagaren stod på en stabil låda istället för en balanserande plattform. Däremot förekom det att saker och ting "exploderade" (small sönder) i cellen, så även lådan som deltagaren stod på. |
| "Barillet"           | 207       | 2006–2010 | ?                    | Två deltagare skulle föra ett kassaskåpsliknande otympligt föremål, genom en kassaskåpsliknande bana. En person ställde sig innerst och tog emot på andra sidan, samtidigt som den på framsidan skulle föra det otympliga föremålet genom en låskombination. När man låst upp rätt kunde föremålet flyttas framåt i banan. När man kommit fram till själva kassaskåpsdörren stod bägge deltagare på samma sida av låset.           |

## Rådet
Fortets innersta rum där deltagarna får tävla mot en av rådets medlemmar. Vinner man får man extra tid i skattkammaren.
| Duell            | Uppgift i cellen                                                    |
| ---------------- | ------------------------------------------------------------------- |
| Brinnande papper | Ett papper antänds. Den som håller pappret brinnande längst vinner. |